# Штрих Шеффера
Штрих Ше́ффера (NAND, отрицание конъюнкции) — бинарная логическая операция, булева функция над двумя переменными. Введена в рассмотрение Генри Шеффером в 1913 году.
Штрих Шеффера, обычно обозначаемый | или ↑, эквивалентен операции И-НЕ и задаётся в виде двумерной (двухаргументной, двухкоординатной) диаграммы (двумерного массива) из четырёх ячеек:
```
x↑y = x NAND y = NOT(x AND y) = !(x&&y)
y
1  0
1  1 x
```

на которой сразу видно, что функция симметрична относительно главной диагонали, или таблицей истинности из трёх колонок (двенадцать ячеек):
| X | Y | X \| Y |
| - | - | ------ |
| 0 | 0 | 1      |
| 0 | 1 | 1      |
| 1 | 0 | 1      |
| 1 | 1 | 0      |

Таким образом, высказывание X | Y означает, что X и Y несовместны, то есть не являются истинными одновременно. От перемены мест операндов результат операции не изменяется.
Инверсией штриха Шеффера является конъюнкция.
Штрих Шеффера, как и стрелка Пирса, образует базис для пространства булевых функций от двух переменных. То есть, используя только штрих Шеффера, можно построить все остальные операции. Например,
{\displaystyle X\,|\,X\equiv \neg X} — отрицание;
{\displaystyle \left({X\,|\,X}\right)\,|\,\left({Y\,|\,Y}\right)\equiv X\vee Y} — дизъюнкция;
{\displaystyle \left({X\,|\,Y}\right)\,|\,\left({X\,|\,Y}\right)\equiv X\wedge Y} — конъюнкция;
{\displaystyle X\,|\,\left({Y\,|\,Y}\right)\equiv X\rightarrow Y} — импликация.

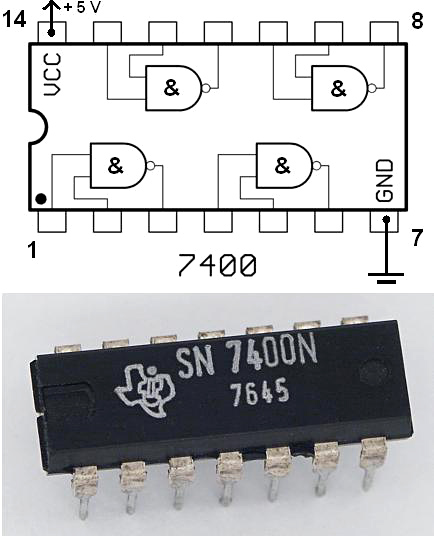
Цифровая ТТЛ-микросхема SN7400N, содержащая в корпусе четыре элемента 2И-НЕ, реализующих функцию штрих Шеффера. Распространённый советский аналог — К155ЛА3

В электронике это означает, что для реализации всего многообразия схем преобразования сигналов, представляющих логические значения, достаточно одного типового элемента. С другой стороны, такой подход увеличивает сложность реализующих логические выражения схем и тем самым снижает их надёжность. Примером может являться промышленные серии 74 (США), 155 (СССР).
Элемент 2И-НЕ (2-in NAND), реализующий штрих Шеффера, обозначается следующим образом (по стандартам ANSI):
В европейских стандартах принято другое обозначение: